# 赫尔辛基证券交易所
納斯達克赫爾辛基（英語：Nasdaq Helsinki），前身為赫尔辛基证券交易所（英語：Helsinki Stock Exchange）是位于芬兰赫尔辛基的证券交易所。2003年9月因與斯德哥爾摩證券交易所合併而更名OM HEX（後改為OMX），2008年2月納斯達克公司收購OMX後，改稱納斯達克OMX赫爾辛基（NASDAQ OMX Helsinki），現則稱為納斯達克赫爾辛基。

## 历史

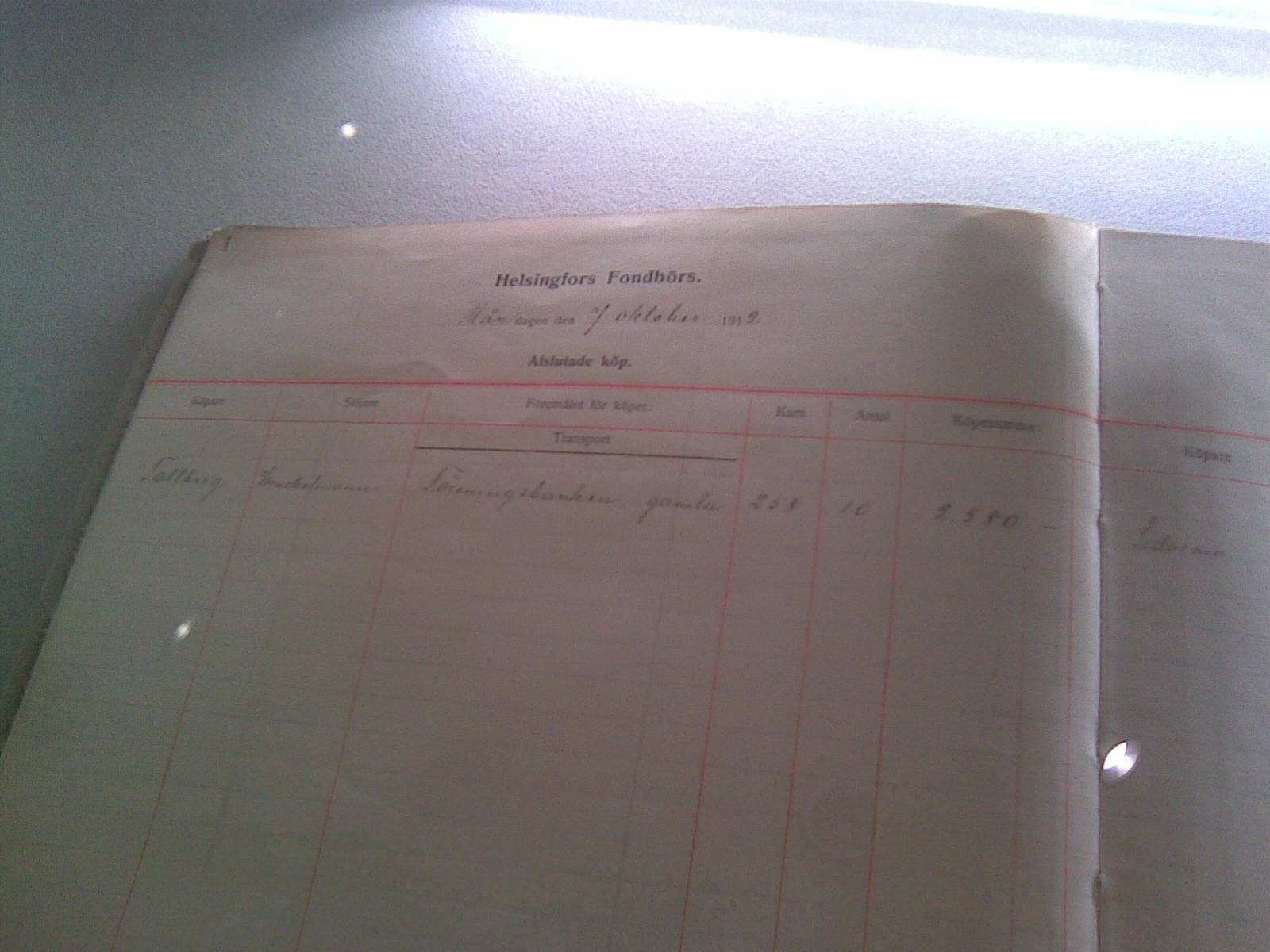
在芬兰银行博物馆保存的1912年10月7日股市交易首日记录

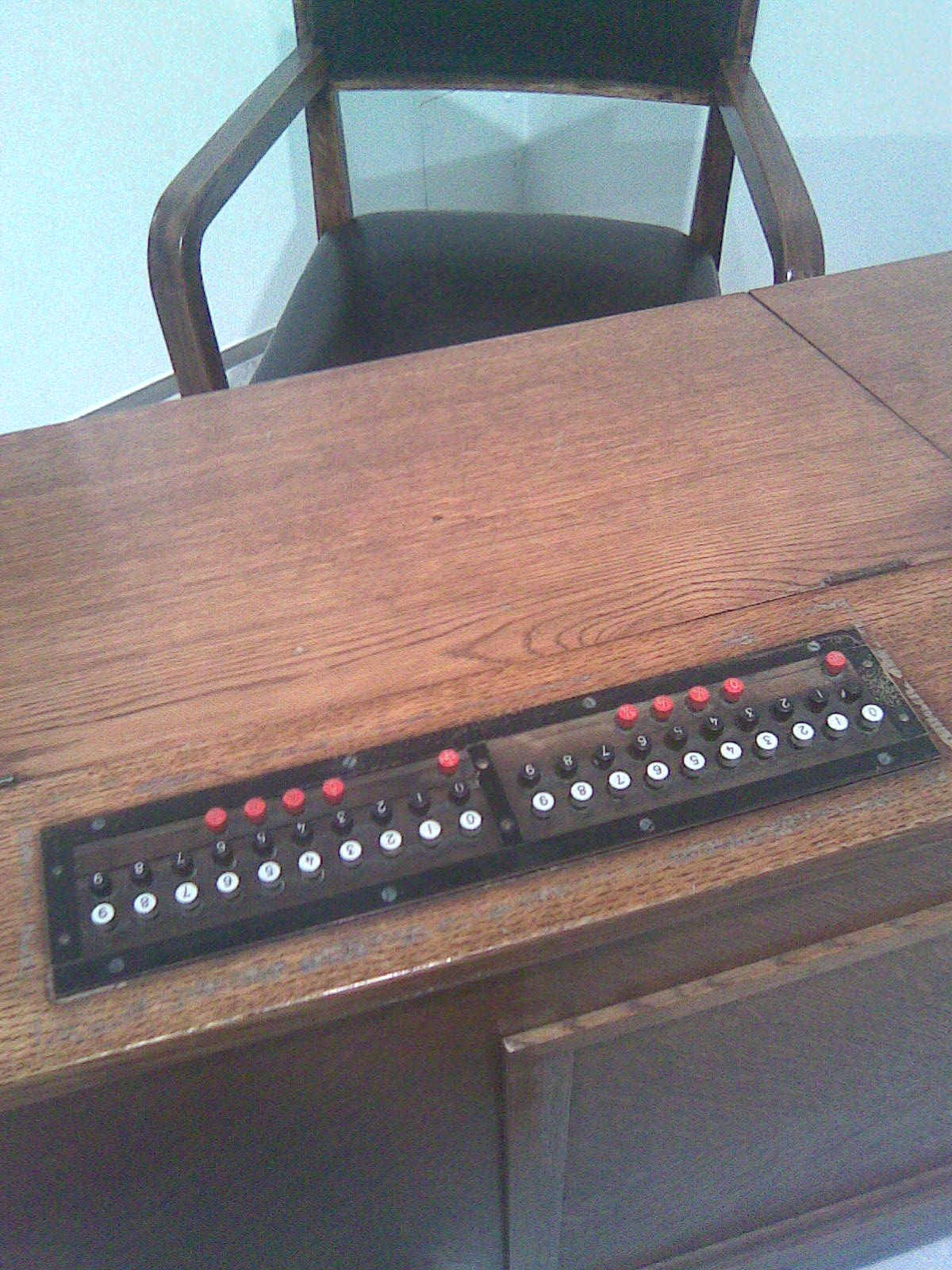
在芬兰银行博物馆保存的电子机械交易终端

1912年10月7日开市，2003年9月3日与斯德哥尔摩证券交易所合并，2004年8月31日更名为OMX。2008年2月OMX被纳斯达克收购成为旗下子公司。

## 营业时间
- 周一到周五：早上十点至晚上六点半
- 周六周日节假日休市